# هانز كارل لودي
هانز كارل لودي (و. 1877 – 1914 م) هو جاسوس ألماني، ولد في برلين، ويحمل رتبة عسكرية ملازم أول (الجيش الألماني)، وOberleutnant zur See ‏، توفي في برج لندن، عن عمر يناهز 37 عاماً ، بسبب إصابة بعيار ناري.

## الخدمة العسكرية
خدم في البحرية الإمبراطورية الألمانية.

## جوائز
حصل على جوائز منها:
صليب حديدي